# Birnara semilucida
Birnara semilucida är en fjärilsart som beskrevs av Swinhoe 1903. Birnara semilucida ingår i släktet Birnara och familjen tofsspinnare. Inga underarter finns listade i Catalogue of Life.